# Godzilla
(Jun Fukuda)
Godzilla (AFI: /ɡoʣˈʣilla/; in giapponese ゴジラ?, Gojira, [ɡoꜜʑiɽa] ) è un kaijū ("mostro misterioso") del cinema giapponese, e il protagonista e antieroe di una lunga serie cinematografica a partire dall'omonimo film del 1954. La sua fama si è gradualmente espansa anche all'estero, tanto da divenire uno dei più famosi mostri del mondo e della storia del cinema di fantascienza e fantastico, apparendo in videogiochi, romanzi, fumetti, serie televisive, trentatre film prodotti dalla Toho e cinque film di Hollywood. Il personaggio viene spesso nominato "il re dei mostri", un nomignolo coniato in Godzilla, King of the Monsters!, la versione americana del film del 1954.
Originariamente e nella maggior parte delle iterazioni, Godzilla è raffigurato come un enorme mostro preistorico anfibio, risvegliato e potenziato dalle radiazioni nucleari. Concepito quando il ricordo dei bombardamenti atomici di Hiroshima e Nagasaki e l'incidente del Daigo Fukuryu Maru era ancora vivido, il personaggio fu inteso come una metafora per le armi nucleari. Più la serie progrediva, più certi film raffigurarono Godzilla come un eroe, mentre altri mantenevano la caratterizzazione originale di un mostro distruttivo. Con la fine della guerra fredda, vari film girati dopo il 1984 fecero di Godzilla il simbolo non più del potere distruttivo delle armi nucleari, ma d'una presunta insufficiente presa di coscienza del passato militarista e imperialista del Giappone e del pericolo dei disastri naturali.
Nelle varie storie in cui è apparso, Godzilla è stato affiancato da un gran numero di personaggi secondari. Si è scontrato con avversari umani, come le Forze di autodifesa giapponesi, e altri mostri, da personaggi ricorrenti come King Ghidorah, Gigan e Mechagodzilla, a nemici apparsi solo una volta, come Biollante, Destoroyah e i MUTO. Godzilla si è anche unito ad alleati come Mothra, Rodan e Angilas (sebbene questi personaggi fossero prima i suoi rivali), e prole come Minira e Godzilla Junior. Godzilla si è anche battuto contro personaggi di altri media franchise come King Kong, i Fantastici Quattro, i Vendicatori e la Justice League.

## Biografia del personaggio

### Nei film Toho

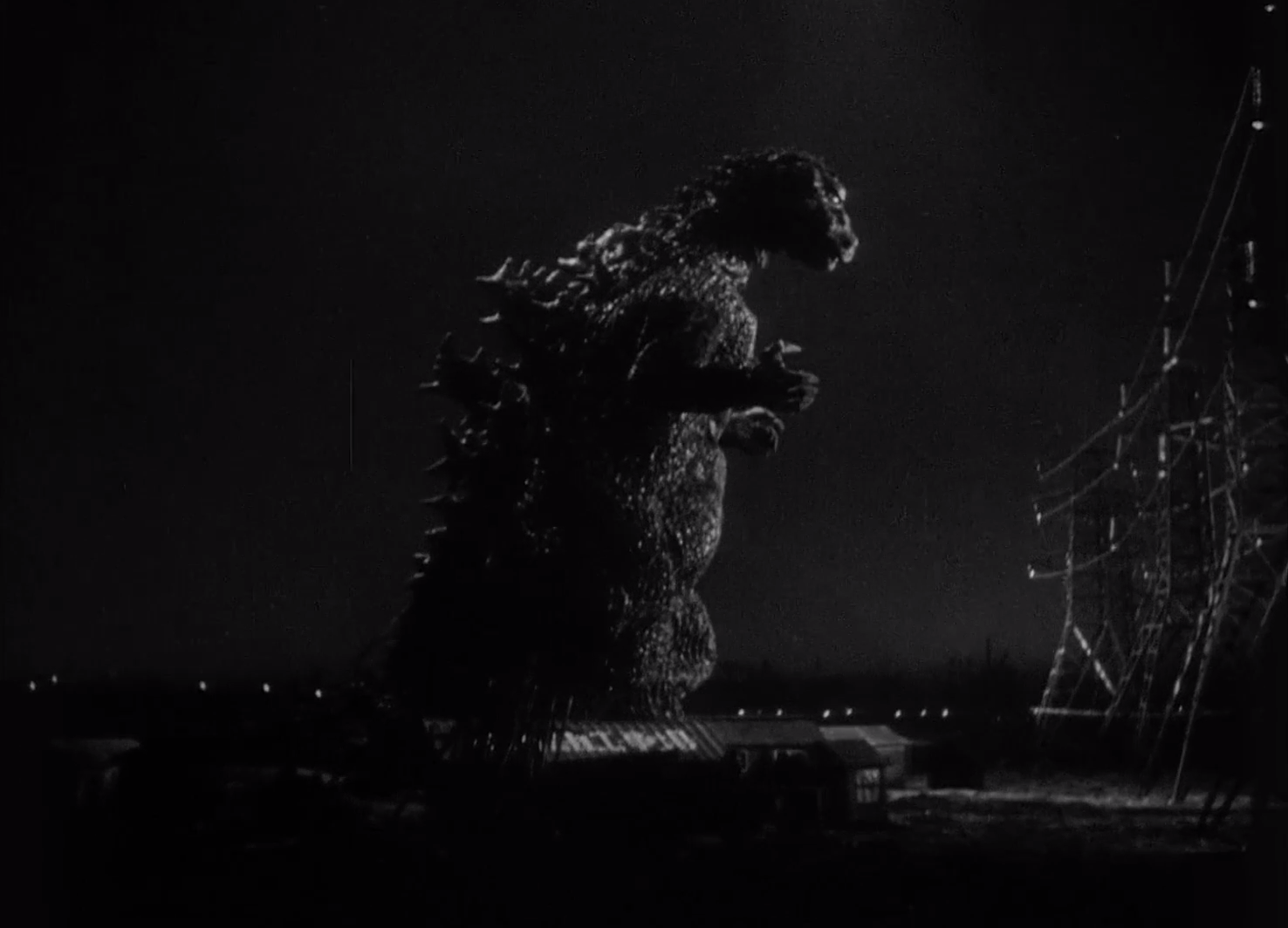
Il primo Godzilla mentre si reca a Tokyo in Godzilla (1954)

Un dinosauro anfibio sopravvissuto alla estinzione dei suoi simili viene risvegliato dai test nucleari subacquei statunitensi nel 1954, e comincia ad attaccare i pescherecci presso l'isola di Odo nel Giappone meridionale. Gli isolani lo identificano come "Godzilla", un mostro marino del loro folclore, e presto il mostro si dirige verso Tokyo, causando gravi danni strutturali e irradiando la zona. Immune alle armi convenzionali delle Forze di autodifesa giapponesi, Godzilla viene finalmente sconfitto quando lo scienziato Daisuke Serizawa attiva il suo micidiale distruttore di ossigeno nel mare, corrodendo il corpo del dinosauro fino all'osso. Viene dichiarato dopo che è improbabile che Godzilla fosse l'unico della sua specie, e che c'è il rischio che ne arrivi un altro se si continuasse a effettuare test nucleari.

#### Era Shōwa

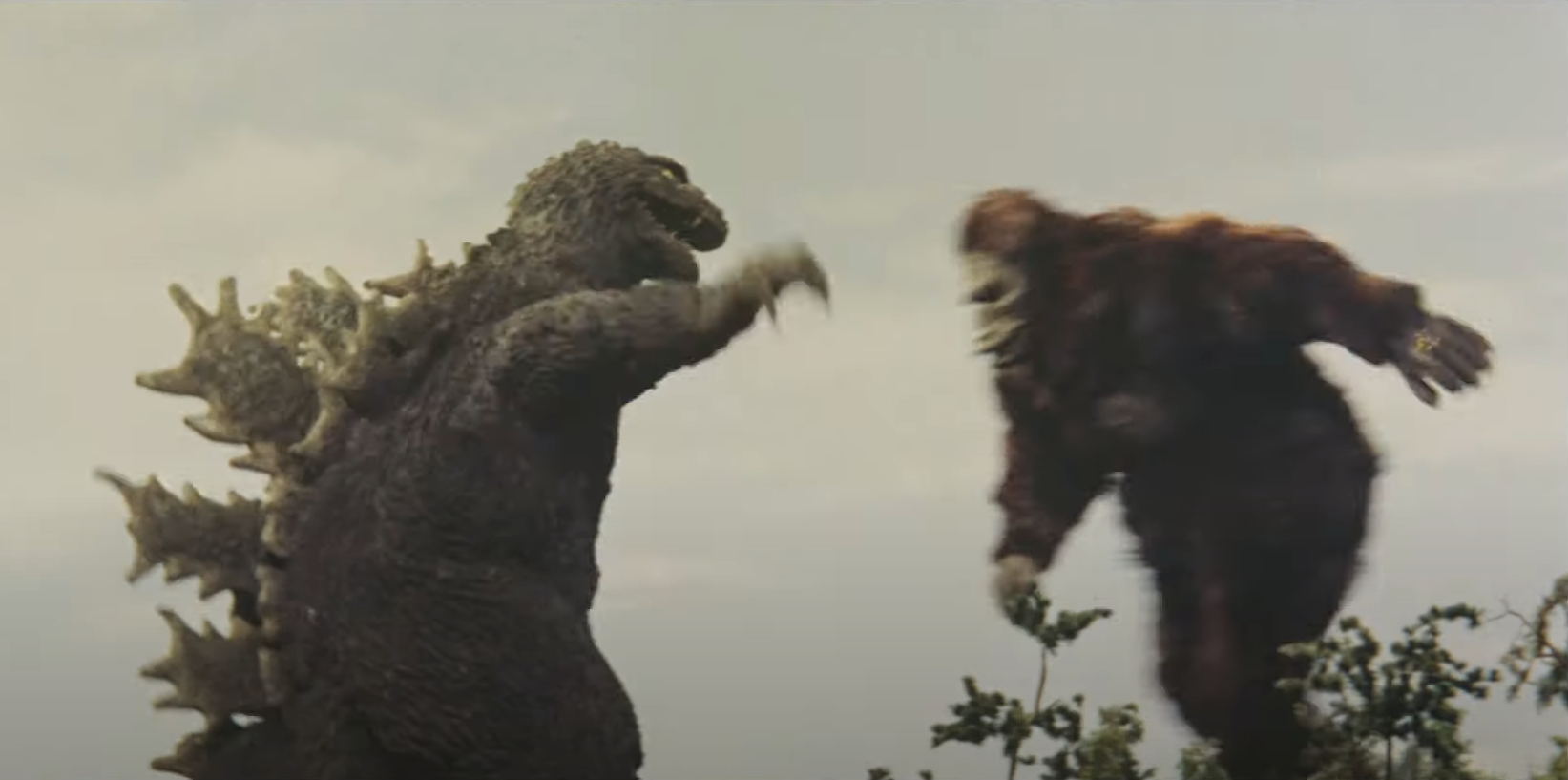
Godzilla affronta King Kong nel film Il trionfo di King Kong (1962)

Un anno dopo gli eventi di Godzilla, un altro membro della sua specie viene avvistato lottando contro un altro mostro, Angilas. I due combattenti si dirigono verso Osaka, dove Godzilla uccide il suo avversario per poi essere seppellito sotto una montagna di ghiaccio. Il dinosauro si libera dalla sua prigione ghiacciata otto anni dopo per poi scontrarsi con King Kong e Mothra. La sua faida contro il Giappone svanisce con l'arrivo del drago spaziale King Ghidorah, che costringe il re dei mostri ad allearsi con i suoi rivali Rodan e Mothra.
Nelle sue avventure successive, adotta un figlio nominato Minilla, e viene trasferito insieme a lui e altri mostri all'isola dei mostri. Si scontra con vari avversari extraterrestri, inclusi Hydrax, Gigan e il suo doppelgänger robotico Mechagodzilla, fino a che, nel 1999, viene costretto dagli alieni Kilaak a distruggere le città capitali della Terra. Godzilla e gli altri mostri alla fine si liberano dalla loro influenza, per poi affrontare King Ghidorah per un'ultima volta e ritirarsi pacificamente all'isola dei mostri.

#### Era Heisei
Ne Il ritorno di Godzilla (1984), un sequel diretto del primo film che ignora la continuità dei film precedenti, l'origine del secondo Godzilla rimane ambiguo. La sua genesi viene svelata in Godzilla contro King Ghidorah, che rivela che Godzilla abbia origine come un "godzillasauro" che è stato gravemente ferito da soldati statunitensi sull'isola di Lagos nel 1944 durante la Campagna delle isole Gilbert e Marshall. Il dinosauro ferito viene trasportato nel mare di Bering da viaggiatori del tempo, sperando che così facendo si sarebbe impedita la creazione di Godzilla, poiché Lagos sarebbe poi stato usato come sito dei test nucleari. Godzilla viene comunque creato quando un sommergibile nucleare sovietico affonda presso il dinosauro negli anni settanta, esponendolo alla radioattività. Il nuovo Godzilla si risveglia nel 1984, quasi scatenando una guerra nucleare quando distrugge un sottomarino sovietico, che il Cremlino inizialmente crede sia opera degli Stati Uniti.
Dopo aver distrutto un centro nucleare e Shinjuku, Godzilla viene adescato sul monte Mihara, dove cade nel vulcano. Viene liberato cinque anni dopo, scontrandosi col suo clone ibrido Biollante, per poi cadere in coma nel mare dopo essere stato infettato dal Batterio Anti-Nucleare. Godzilla supera la sua infermità tre anni dopo quando assorbe l'energia di un sottomarino nucleare, che lo fa crescere ancora di più. Dopo aver lottato contro King Ghidorah, Mothra e Battra, Godzilla si batte con Mechagodzilla, un robot creato dall'ONU, durante la ricerca del cucciolo Godzilla Junior. Godzilla viene quasi ucciso, ma riesce ad assorbire l'energia di Rodan per potenziarsi ulteriormente e sconfiggere il robot. Godzilla e Junior vivono brevemente in pace su Birth Island, ma l'isola in seguito affonda a causa di una esplosione nucleare dovuta a depositi di uranio sotterranei. Il risultante livello elevato di radioattività causa un sovraccarico energetico in Godzilla, così rischiando la possibilità di un meltdown nucleare. Godzilla si riunisce con Junior a Tokyo, dove entrambi vengono assaliti da Destoroyah, un mostro creato dallo stesso distruttore di ossigeno che uccise il primo Godzilla.
Nella battaglia successiva, Godzilla riesce ad avere la meglio su Destoroyah dopo che quest'ultimo ferisce gravemente Junior. Godzilla alla fine cede alle radiazioni che consumano il suo corpo, ma esse vengono assorbite da Junior, che raggiunge le dimensioni di suo padre adottivo.

#### Era Millennium
I film della cosiddetta era Millennium sono notevoli per il fatto che, con una sola eccezione, non formano una continuità fra di loro, essendo tutti individualmente sequel diretti del primo film.
In Gojira 2000 - Millennium, il re dei mostri si imbatte in un alieno che tenta di conquistare la Terra adattandosi al suo clima attraverso l'utilizzo del fattore rigenerante di Godzilla. Le cellule di Godzilla però sopraffanno l'alieno, trasformandolo nel mostro Orga. I due si scontrano affinché Godzilla uccide Orga quando quest'ultimo cerca di inghiottirlo.
In Gojira × Megaguirus - G shōmetsu sakusen, gli attacchi di Godzilla costringono i Giapponesi a trasferire la loro capitale da Tokyo a Osaka. Le Forze di autodifesa giapponesi formano un ramo dedicato a lottare contro Godzilla nominato "G-Graspers", che crea il "Dimension Tide", un ordigno capace di formare un buco nero in miniatura che in teoria dovrebbe sconfiggere Godzilla. L'ordigno permette a delle libellule preistoriche di entrare nel presente, e quindi di usare il sangue risucchiato da Godzilla per nutrire la loro regina colossale, Megaguirus. Godzilla distrugge Megaguirus e riesce a sopravvivere all'impatto col Dimension Tide.
Il Godzilla di Gojira Mothra King Ghidorah - Daikaijū sōkōgeki è una reincarnazione del primo Godzilla, risvegliato e animato dalle anime dei defunti della seconda guerra mondiale per punire il Giappone moderno per la sua dimenticanza del suo passato. La sua furia viene opposta dai tre mostri guardiani di Yamato; Baragon, Mothra e King Ghidorah.
Le ossa del primo Godzilla vengono riesumate in Gojira × Mekagojira per formare la base del cyborg Kiryu, una macchina da guerra creata per sconfiggere Godzilla. Godzilla viene finalmente abbattuto quando Kiryu si allea con Mothra.
In Gojira - Final Wars, ambientato in un lontano futuro, Godzilla viene liberato dalla sua prigione in Antartide per contribuire alla difesa della Terra contro gli Xiliani e i loro alleati mostri. Si reca verso Tokyo, sconfiggendo una armata di mostri per poi imbattersi contro il Mostro X, che si rivela poi di essere il drago Kaiser Ghidorah. Godzilla lo sconfigge dopo un'ardua lotta, e si ritira nel mare insieme al suo figlio adottivo Minilla.

#### Era Reiwa
Shin Godzilla rappresenta un'eccezione rispetto ai precedenti film, in quanto non si ricollega al primo film ma è un reboot a tutti gli effetti; in questa pellicola, infatti, Godzilla attacca il Giappone per la prima volta.
La trilogia anime composta da Godzilla - Il pianeta dei mostri (2017), Godzilla - Minaccia sulla città (2018) e Godzilla - Mangiapianeti (2018) è ambientata in un futuro in cui Godzilla regna sull'ecosistema dopo che l'umanità ha abbandonato la Terra per mezzo secolo di sconfitte contro i kaiju. Il giovane Haruo, che ha visto i suoi genitori venire uccisi da Godzilla quando aveva 4 anni, guida una fazione sul pianeta nel tentativo di riconquistarlo.
In Godzilla Minus One (2023) l'attacco di Godzilla si svolge prima rispetto all'originale.

### Nei film statunitensi

#### Tristar Pictures

Zilla nel film del 1998. Questa versione del personaggio fu criticata negativamente, sia per l'aspetto e origini differenti che per la mancanza di spirito rispetto all'originale.

Nel film del 1998, Godzilla è una lucertola mutata dai test nucleari nella Polinesia francese, ed è noto come Zilla. La creatura si reca a New York, dove cova duecento uova a Madison Square Garden. Dopo uno scontro con dei sottomarini, Godzilla torna al suo nido ormai incenerito. Il mostro tenta di inseguire furiosamente i colpevoli di tale atto, causati dal dottor Niko Tatopoulos, l'agente segreto francese Philippe Roaché, la reporter Audrey Timmonds e il video-reporter Victor "Animal" Palotti, ma viene intrappolato nel ponte di Brooklyn, il che permette alle forze militari di ucciderlo. Tuttavia, un uovo sopravvissuto alla carneficina si schiude nella scena finale del film.
Nella serie televisiva animata Godzilla: The Series, il dottor Niko Tatopoulos scopre l'ultimo cucciolo di Zilla (soprannominato Zilla Junior), il quale considera l'umano come padre adottivo, in quanto è stato il primo essere vivente a entrare in contatto con lui. Negli episodi seguenti, Niko forma una squadra per assistere Zilla Junior nella lotta contro varie minacce globali. La maggior parte dei nemici che compaiono sono animali mutati, ma occasionalmente si presentano anche extraterrestri, robot, e in un paio di occasioni esseri con origini soprannaturali. Tra essi troveranno anche una femmina di Drago di Komodo gigante, Komodithrax, che avrà un uovo con Zilla Junior. Nel corso della serie, inoltre, una razza aliena chiamata Tachyons recupera il corpo dello Zilla originale e lo trasforma in un cyborg noto come Cyber-Godzilla. Zilla Junior inizialmente si rifiuta di combattere contro il padre biologico, finendo anch'esso sotto il controllo degli alieni e spedito insieme ad altre creature a distruggere il pianeta. La squadra di Tatopoulos riuscirà tuttavia a salvare Zilla Junior dal controllo dei Tachyons, permettendogli di affrontare Cyber-Godzilla e ucciderlo definitivamente.

#### MonsterVerse

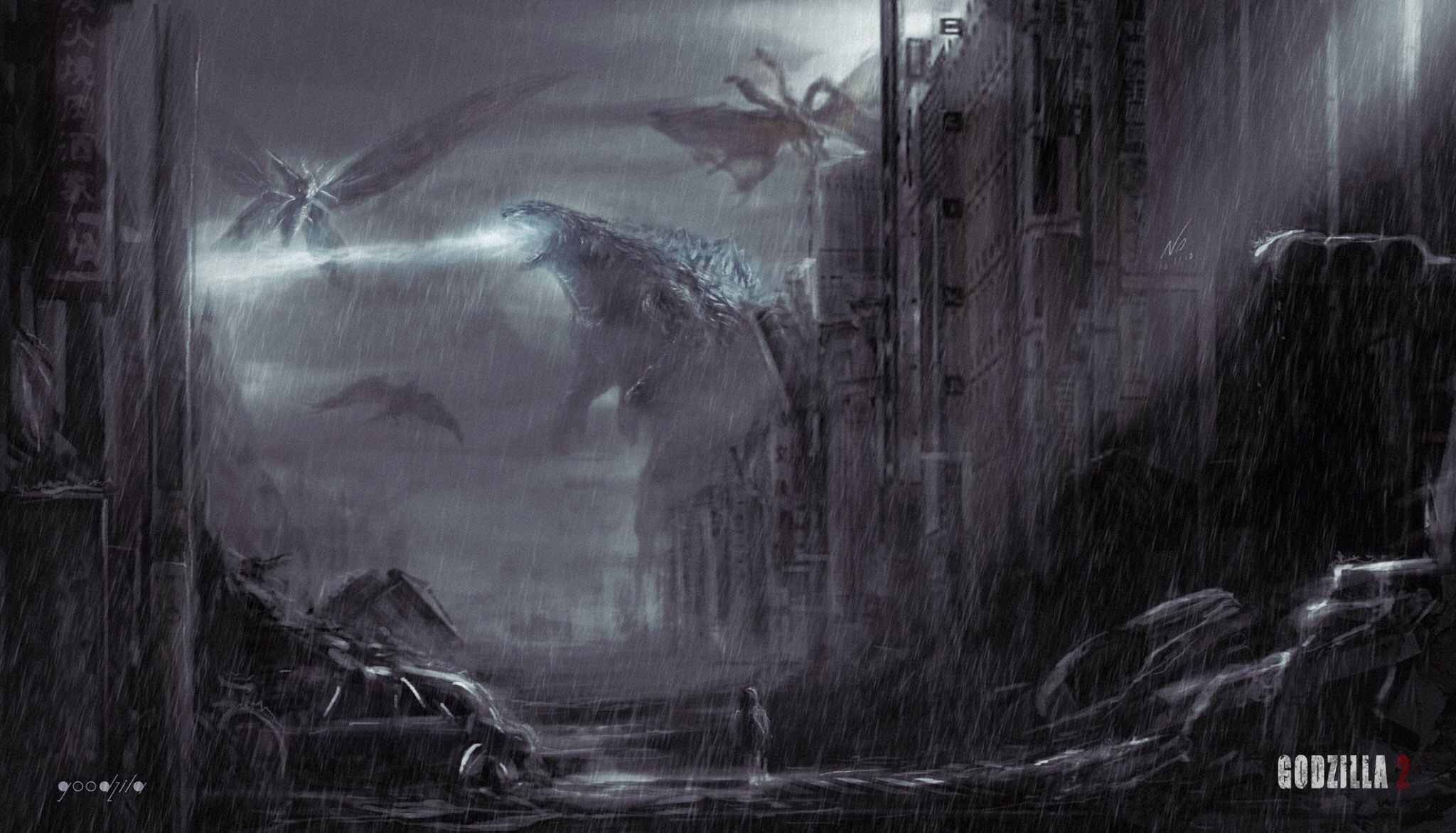
Godzilla, King Ghidorah, Mothra e Rodan come raffigurati nel MonsterVerse, in un'illustrazione di Noger Chen

Nella serie e universo cinematografico MonsterVerse, Godzilla viene raffigurato come un predatore alfa preistorico risalente a un'era in cui i livelli di radioattività sulla Terra erano più elevati. Col diminuire delle radiazioni, Godzilla si mise in letargo sotto l'Oceano Pacifico fino agli anni 1950, quando viene risvegliato dai test nucleari statunitensi.
Nel film del 2014, l'esistenza di Godzilla rimane un segreto finché esso non si rivela per scontrarsi con i MUTO, una coppia di parassiti che si nutrono di energia nucleare. Il dottor Serizawa, membro dell'agenzia di criptozoologia Monarch, definisce Godzilla un potere inviato dalla natura quando essa sente un forte squilibrio imminente, in questo caso i MUTO. Nel primo scontro, Godzilla ha inizialmente la meglio contro la femmina, ma il sopraggiungere del maschio in difesa della compagna ribalta l'esito della battaglia. Mentre le forze armate fanno saltare in aria il nido con le uova dei MUTO, il sauro atomico mette fuori gioco il maschio impalandolo con la coda contro le travi di un grattacielo, e infine uccide la femmina sparandogli il raggio atomico direttamente in bocca, decapitandola. Dopo lo scontro, l'esausto Godzilla si accascia a terra tra le rovine, apparentemente morto, prima che un'esplosione devasti la città. Il giorno dopo, tuttavia, esso si rialza e torna nell'Oceano Pacifico, venendo ribattezzato dai media col titolo di "Re dei Mostri".
Nel film Kong: Skull Island (2017), ambientato quarant'anni prima del film di Godzilla del 2014, il personaggio appare su delle pitture rupestri nella scena dopo i titoli di coda, assieme a King Ghidorah, Rodan, e Mothra, profetizzando gli avvenimenti di Godzilla II - King of the Monsters (2019), e al termine si ode il suo ruggito.
In Godzilla II - King of the Monsters, Godzilla ritorna in superficie dopo il risveglio di King Ghidorah, suo nemico naturale. Il sauro atomico viene inizialmente sopraffatto dal rivale, il quale sottomette al suo volere tutti i Titani della Terra, compreso Rodan. Ripresosi dalla precedente battaglia, Godzilla si scontra nuovamente con Ghidorah e con Rodan, e stavolta viene aiutato da Mothra, con cui ha una relazione simbiotica. Prima di venire disintegrata da Ghidorah, Mothra trasmette tutta la sua forza a Godzilla, che brucia Ghidorah con impulsi termonucleari e infine lo uccide definitivamente con il suo raggio atomico. Rodan e gli altri Titani convergono su Godzilla e si inchinano a lui, riconoscendolo come unico re dei mostri.
In Godzilla vs. Kong (2021), cinque anni dopo la sconfitta di Ghidorah, Godzilla sembra aver perso il controllo e attacca inspiegabilmente una sede della Apex Cybernetics in Florida, apparendo ora ostile all'umanità. Nel frattempo, Kong viene sedato e incatenato su una nave per portarlo al presunto ingresso della Terra Cava, luogo di origine di tutti i Titani, in modo che guidi verso una misteriosa fonte di energia. In mezzo all'oceano, Godzilla percepisce la presenza di Kong come quella di un titano rivale nel suo territorio e attacca la nave. Il re dei mostri mette Kong al tappeto e, credendolo morto, si ritira. Successivamente si scopre che gli attacchi di Godzilla erano causati dai test della Apex di un gigantesco robot con le sembianze del sauro atomico, soprannominato MechaGodzilla; il mecha è stato costruito e pilotato da Ren Serizawa (il figlio di Ishiro Serizawa) sotto gli ordini del capo della Apex, Walter Simmons, convinto che i titani siano una minaccia e vadano sterminati, e pilotato telepaticamente grazie all'utilizzo del sistema neurale ricavato da una testa di Ghidorah, che Godzilla aveva strappato durante un loro precedente scontro. Nell'ecosistema sotterraneo, Kong trova una grande ascia ricavata da una placca dorsale di Godzilla e in grado di caricarsi della sua energia; avvertendo sia l'ennesima attivazione di MechaGodzilla che il ritrovamento dell'ascia da parte di Kong, Godzilla si reca a Hong Kong per poi dirigere il suo fiato atomico verso il terreno e colpire Kong nella Terra Cava. Il gorilla torna in superficie e lotta contro il sauro atomico. Nonostante un'iniziale situazione di equilibrio, alla fine è Godzilla a prevalere e ristabilirsi come Predatore Alfa, e Kong perde conoscenza mentre Godzilla lo lascia in fin di vita. Successivamente però, il giovane Serizawa perde il controllo e King Ghidorah resuscita nel corpo di MechaGodzilla (la sua coscienza era contenuta nel sistema neurale usato per controllare il robot) e fugge dalla struttura dopo essere stato potenziato dall'instabile fonte di energia rinvenuta nella Terra Cava. Godzilla combatte così contro il robot, che tuttavia riesce ad avere la meglio sul titano: Godzilla infatti è già stremato dallo scontro con Kong e non riesce a difendersi, venendo massacrato e rischiando la morte. Kong, ripresi i sensi, fa squadra con Godzilla e insieme lottano contro MechaGodzilla. Durante lo scontro, Godzilla carica col suo fiato atomico l'ascia di Kong, con cui quest'ultimo distrugge definitivamente il robot. Dopo lo scontro, Godzilla e Kong si scambiano uno sguardo, e il sauro torna negli abissi.

## Caratterizzazione

### Nome
Gojira (ゴジラ?) è un portmanteau delle parole giapponesi per "gorilla" (ゴリラ?, gorira), e "balena" (鯨（クジラ）?, kujira). Il personaggio infatti fu descritto durante la pianificazione del primo film come "un incrocio tra un gorilla e una balena", in riferimento alla sua grandezza e origine acquatica. Una voce popolare affermava che "Gojira" fosse il nomignolo di un macchinista che soffriva di obesità assunto dalla Toho. Questa storia fu smentita dalla vedova di Ishiro Honda.
Il nome di Godzilla fu prima scritto in ateji come (呉爾羅?, Gojira), dove i kanji sono usati per valore fonetico invece che per significato. La pronuncia giapponese del nome è ɡodʑiɽa; la versione inglese di ciò è ɡɒdˈzɪlə, con la prima sillaba pronunciata come "god" (dio) e il resto facendo rima con "gorilla". Nel sistema Hepburn, il nome di Godzilla è trascritto come "Gojira", mentre nel sistema Kunrei è "Gozira".
Durante lo sviluppo della versione americana di Il re dei mostri (1955), Godzilla fu rinominato "Gigantis", una mossa innescata dal produttore Paul Schreibman, che intendeva creare un nuovo personaggio.

### Aspetto e abilità
Nel contesto dei film giapponesi, l'esatta origine di Godzilla tende a variare, ma viene raffigurato spesso come un enorme mostro marino preistorico risvegliato e potenziato dalle radiazioni nucleari. Benché i dettagli specifici della sua apparenza fisica abbiano subito numerosi cambiamenti estetici col passare degli anni, l'impressione generale è rimasta costante. Il suo aspetto ricorda molto quello del tirannosauro e dell'iguanodonte, ma con una postura più eretta, simile alle raffigurazioni di entrambe le specie di Zdeněk Burian e Rudolph Zallinger. Le sue mani sono fornite di quattro dita munite di artigli e di un pollice opponibile, e la schiena presenta delle placche ossee. Tre di queste, in particolare (le più grandi), presentano una forma a foglia d'acero mantenuta nella maggior parte dei suoi film. Il personaggio viene spesso raffigurato con la pelle verde nei fumetti, nei cartoni animati e nei poster dei film, ma i costumi utilizzati nei film erano spesso dipinti in grigio antracite con spine di colore avorio.

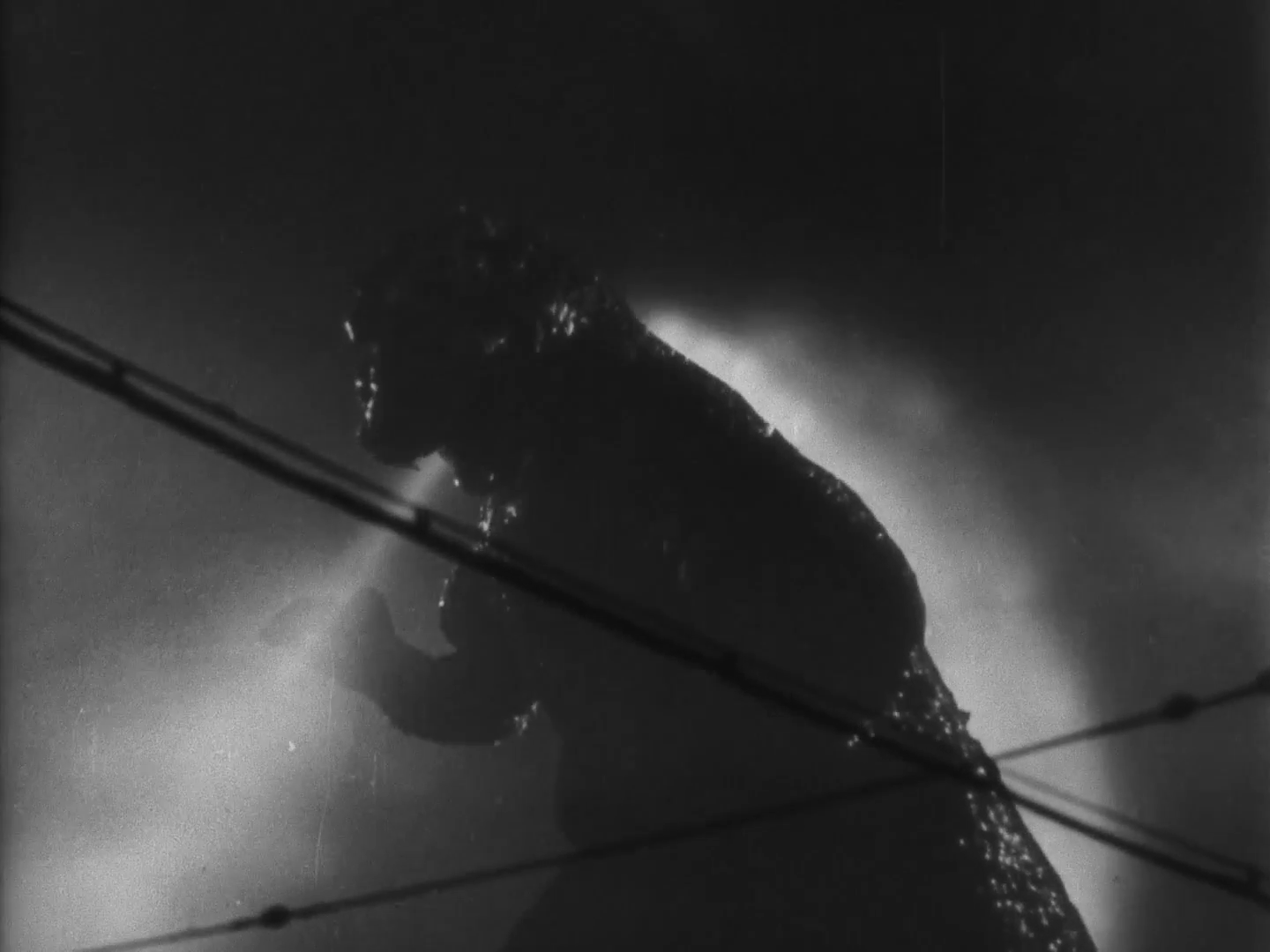
Il raggio atomico di Godzilla, raffigurato in Godzilla (1954).

Godzilla si nutre di energia nucleare, che digerisce in una ghiandola al plasma localizzata al posto dello stomaco. Durante i combattimenti, Godzilla può innescare una reazione nucleare nella ghiandola, sparando l'energia prodotta dalla bocca nella forma di un "raggio atomico", la sua arma principale. Questo raggio assume nei vari film colorazioni differenti, passando dal bianco al rosso e all'azzurro, il più comune. L'energia in eccesso viene scaricata dalle sue spine dorsali, illuminandole. Gli artisti degli effetti speciali di Toho hanno utilizzato numerose tecniche per raffigurare il raggio, inclusi fiamme reali, disegni superimposti e la CGI.
Godzilla dimostra anche una forza fisica immensa. Haruo Nakajima, l'attore che interpretò Godzilla nei primi film, era una cintura nera in judo, e utilizzò le sue capacità per coreografare le scene di battaglia. Kenpachiro Satsuma, che indossò il costume di Godzilla dal 1984 al 1995, inventò il cosiddetto "Godzilla kenpō" per la sua raffigurazione, che unì i movimenti di Godzilla con quelli del karate. Riesce a respirare sott'acqua, e viene descritto nel film originale come una forma transizionale tra un rettile marino e terrestre. Il personaggio è praticamente immune alle armi convenzionali, grazie alla sua pelle dura e la sua capacità di rigenerarsi. Siccome è sopravvissuto a un'esplosione nucleare, non può essere abbattuto da qualsiasi ordigno meno potente. Altri film e media hanno raffigurato Godzilla con ulteriori capacità, incluso un impulso atomico, magnetismo, precognizione, velocità sovrumana, occhi laser, e persino il volo.
Le motivazioni di Godzilla variano da film e film a seconda delle necessità narrative. Benché detesti gli umani, lotterà accanto a loro contro minacce comuni. Il personaggio però non si sforza specificamente a proteggere le vite umane, e può tradire i suoi alleati umani una volta che non ne ha più bisogno. Non si nutre di umani, sostenendosi invece con energia nucleare. In risposta a una domanda se Godzilla fosse "buono o cattivo", il produttore Shogo Tomiyama lo paragonò a un dio della distruzione Shinto, un'entità senza allineamento morale che non può essere giudicata in base agli standard umani.
Nei film giapponesi, a Godzilla e agli altri mostri vengono dati pronomi neutrali equivalenti all'inglese "it", mentre nei doppiaggi inglesi e italiani viene esplicitamente descritto col genere maschile. Nel film statunitense del 1998, il mostro viene indicato come maschio, e depone delle uova attraverso la partenogenesi; anche nei film del MonsterVerse viene indicato come maschio.

### Ruggito
Godzilla ha un ruggito disillabo particolare (trascritto in vari fumetti come Skreeonk!) che fu creato dal compositore Akira Ifukube. Produsse il suono sfregando la corda di un contrabasso con un guanto coperto di resina di pino, per poi rallentare il playback. Nella versione americana di Il re dei mostri (1955) intitolato Gigantis the Fire Monster, l'iconico ruggito di Godzilla fu sostituito con quello del mostro Angilas. Da Il ritorno di Godzilla (1984) a Godzilla contro King Ghidorah (1991), a Godzilla fu dato un ruggito più baritono e minaccioso, ma questo cambiamento fu annullato da Godzilla contro Mothra (1992) in poi. Per il film statunitense del 2014, i progettisti del suono Ethan Van der Ryn ed Erik Aadahl rifiutarono di svelare la fonte dei suoni che usarono per il ruggito di Godzilla, ma rivelarono che un brano di musica dei Rolling Stones ne fu un elemento. Aadahl descrisse che intendeva che le due sillabe del ruggito rappresentassero due stati emotivi nel mostro, la prima esprimendo la sua furia, mentre la seconda evocava la sua anima.

### Grandezza
La grandezza di Godzilla varia a seconda della licenza artistica. I set in miniatura e i costumi sono tipicamente costruiti a una scala da 1:25 a 1:50 e filmati a 240 fotogrammi al secondo per dare l'illusione di grandezza. In Godzilla (1954), la creatura fu rappresentata con un'altezza di 50 metri, permettendo così al mostro di essere visibile sulla panoramica di Tokyo a quell'epoca. Nel doppiaggio della versione statunitense del film, Godzilla viene descritto come una creatura alta 122 metri, poiché il produttore Joseph E. Levine riteneva che 50 metri non fossero abbastanza spettacolari. Dato che gli edifici costruiti in Tokyo dopo gli anni 1950 superarono i 50 metri d'altezza, Godzilla fu spesso ingrandito fino al punto di raggiungere i 100 metri, permettendogli così di distruggere il Palazzo del governo metropolitano di Tokyo in Godzilla vs. King Ghidorah (1991). Nel film statunitense Godzilla (2014), Godzilla misura 108,9 metri d'altezza, rendendolo l'incarnazione più grande fino a quel momento. Il regista Gareth Edwards disse che voleva che il mostro fosse abbastanza grande da essere visto in qualsiasi punto della città, ma non così enorme da non poter nascondersi. Il Godzilla del film Shin Godzilla, raggiunge i 118,5 metri, nel film Godzilla II - King of the Monsters raggiunge i 119,8 m, mentre il Godzilla del film Godzilla: Il pianeta dei mostri è l'incarnazione più alta del mostro con i suoi 300 metri d'altezza.

### Rappresentazione

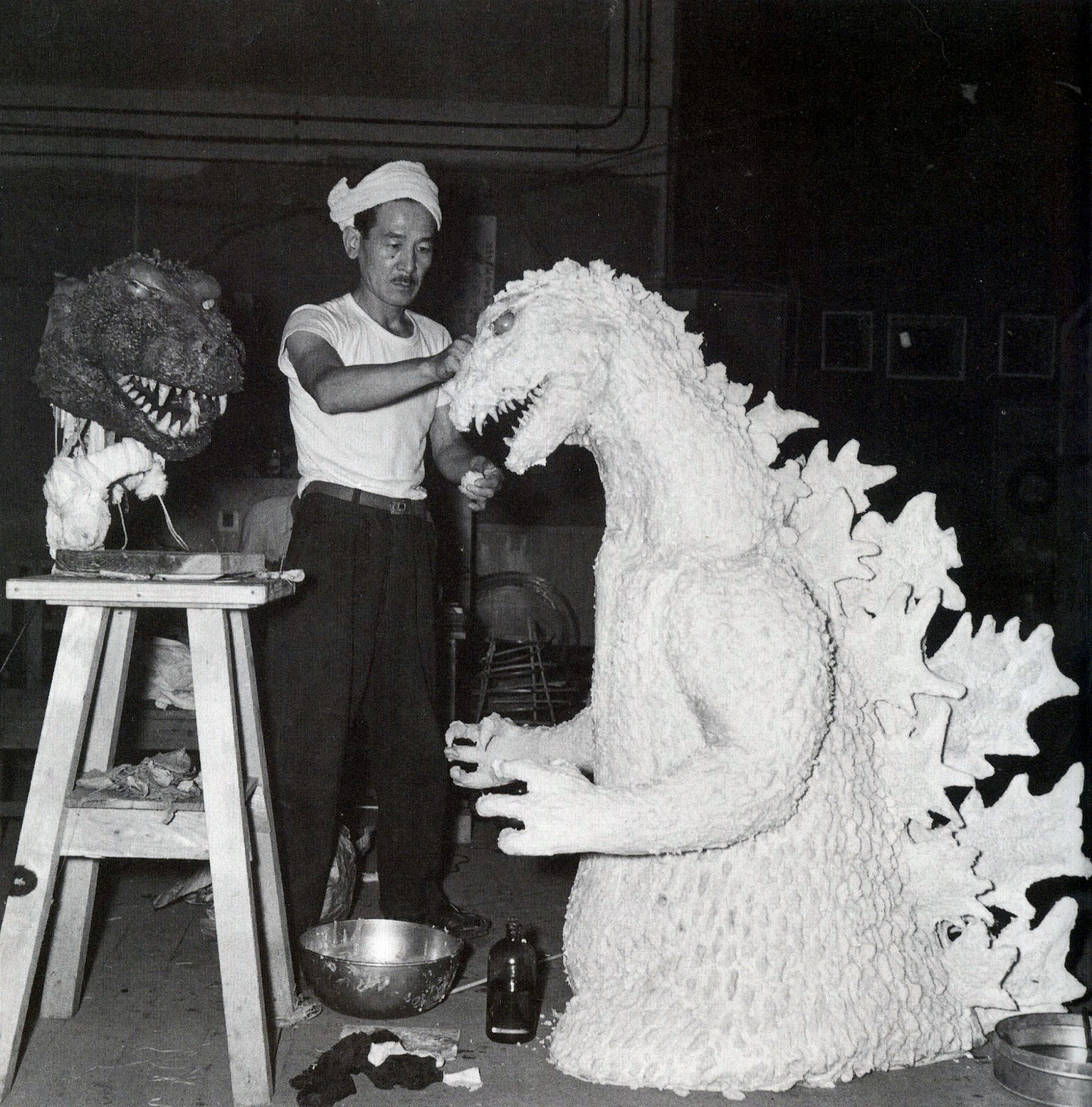
Teizô Toshimitsu lavora a un primo costume di Godzilla del 1954

Godzilla è stato tradizionalmente rappresentato attraverso un attore in un costume di lattice, ma il personaggio è stato realizzato anche attraverso l'animatronica, passo uno e CGI.
Traendo ispirazione da King Kong, il direttore artistico Eiji Tsuburaya intendeva inizialmente rappresentare Godzilla attraverso la tecnica passo uno, ma una mancanza di animatori esperti in Giappone rese l'utilizzo d'un costume più pratico. Il primo costume consisteva d'una cavità fatta da cavi e bambù rinforzati con una tela metallica, e riempito di tessuto e cuscini ricoperti in lattice. Il punto d'entrata del primo costume fu chiuso con degli uncinetti, ma costumi usati nei film seguenti furono fabbricati con una cerniera. Il peso del primo costume superava i 100 kg. Prima del 1984, la maggior parte dei costumi di Godzilla erano costruiti da zero, risultando così in varie differenze cosmetiche in ogni sua apparizione.
I cambiamenti più notevoli durante gli anni 1960 e anni 1970 furono l'eliminazione delle zanne sporgenti, le orecchie esterne e il quarto dito del piede, tratti che però tornarono da Il ritorno di Godzilla (1984) in poi. La raffigurazione fisica più costante fu mantenuta da Godzilla contro Biollante (1989) fino a Gojira VS Destroyer (1995), in cui al personaggio furono date una faccia felina e una doppia fila di denti.

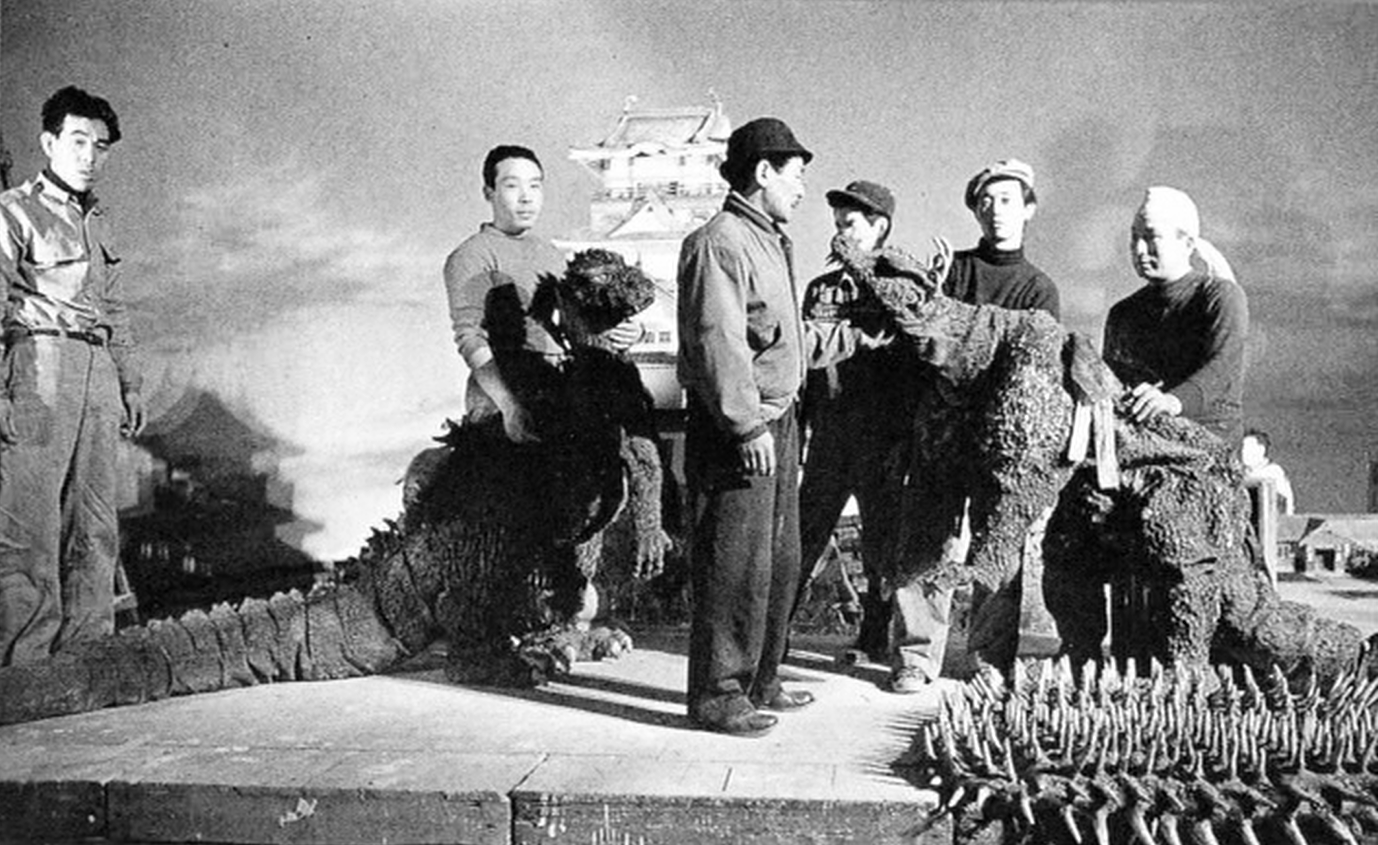
Preparazione d'una scena di Il re dei mostri (1955), con Haruo Nakajima nei panni di Godzilla alla sinistra.

Molti attori nei panni di Godzilla subirono varie difficoltà nei loro ruoli, inclusi il peso del costume, la mancanza di ventilazione e la visibilità diminuita. Kenpachiro Satsuma, che interpretò Godzilla dal 1984 al 1995, descrisse in particolare come i costumi che indossava fossero ancora più pesanti e caldi dei loro predecessori, poiché erano forniti di strumenti animatronici. Satsuma stesso soffrì di numerose crisi mediche durante la sua occupazione del ruolo, inclusi la deprivazione d'ossigeno, l'affogamento parziale, scosse elettriche, e lacerazioni sulle gambe quando i rinforzi metallici del costume penetravano l'imbottitura del costume.
Il problema della ventilazione fu parzialmente risolto da Gojira VS Spacegojira (1994) in poi, con l'aggiunta d'un condotto d'aria nel costume. Nel film Il ritorno di Godzilla (1984), in certe scene fu adoperato un Godzilla robotico alto cinque metri nominato "cybot" per le inquadrature ravvicinate. Il cybot consisteva in un endoscheletro idraulico ricoperto di una pelle di poliuretano che conteneva tremila componenti di computer che gli permettevano di annuire e muovere le labbra e le braccia.
In Godzilla (1998), l'artista Patrick Tatopoulos fu assegnato a creare un Godzilla incredibilmente veloce. Fu prima progettato affinché il mostro venisse raffigurato attraverso il motion capture, ma risultò troppo simile a un uomo in costume. In seguito, Tatopolous lo disegnò come un'iguana smilza e bipede raffigurata attraverso la CGI. In certe scene, il mostro viene raffigurato da attori in costume, come nei film Toho, ma con l'aggiunta di estenditori sulle gambe, poiché il nuovo Godzilla aveva una postura orizzontale invece che eretta. Fu costruito anche un Godzilla animatronico con una scala di 1:6, superando in grandezza il T. rex animatronico di Jurassic Park.
Nel film Godzilla (2014), il personaggio fu raffigurato interamente in CGI. L'aspetto del personaggio fu deliberatamente tratto dall'originale giapponese, ma con un'enfasi sul renderlo più dinamico di un uomo in costume. Nel concepire il nuovo Godzilla, gli artisti del film studiarono i movimenti degli orsi, dei draghi di Komodo, dei leoni e dei lupi, usandoli come punti di riferimento per la struttura corporea del personaggio. Alcuni movimenti di Godzilla furono realizzati attraverso la motion capture dell'attore T.J. Storm.
In Shin Godzilla (2016), nonostante un primo annuncio in cui venne comunicato che il mostro protagonista sarebbe stato realizzato con un misto tra suitmation e CGI, viene presentato il primo Godzilla nipponico interamente in computer grafica per tutta la durata del film. Mansai Nomura ha interpretato il kaiju grazie alla motion capture.

## Concezione e sviluppo

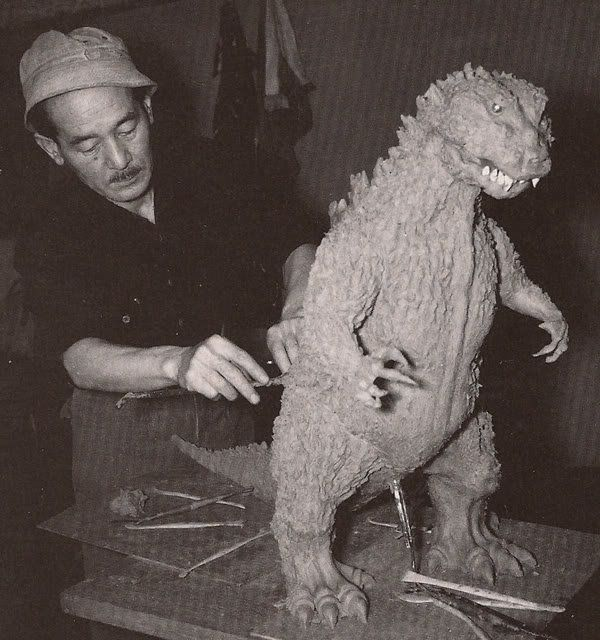
Teizō Toshimitsu mentre sta scolpendo il modello definitivo di Godzilla nel 1954

### Creazione
Il concetto di Godzilla fu frutto dell'immaginazione del produttore di Toho Tomoyuki Tanaka che, nella primavera del 1954, si stava recando in aereo a Tokyo da Giacarta, dopo aver fallito nel tentativo di cominciare le riprese di un progetto cinematografico giapponese-indonesiano intitolato All'ombra dell'onore.
Tanaka trascorse il volo cercando con ansia idee per un rimpiazzamento, poiché il budget per il film era già approntato. Gli venne l'ispirazione quando l'aereo passò sopra l'Atollo di Bikini, luogo in cui avvenne il test nucleare statunitense Castle Bravo. Tanaka dichiarò decenni dopo che, sin dall'inizio, il tema del film sarebbe stato sulla natura che si vendica sull'umanità per aver creato la bomba atomica, dal momento in cui erano ancora vivide le memorie dei bombardamenti atomici di Hiroshima e Nagasaki e l'incidente del Daigo Fukuryu Maru, causato dallo stesso Castle Bravo, quest'ultimo avvenuto nel marzo di quell'anno.
Tanaka affidò la sceneggiatura allo scrittore horror Shigeru Kayama e l'aspetto del mostro all'artista Kazuyoshi Abe. Entrambi questi collaboratori seguirono l'idea iniziale di Tanaka di raffigurare Godzilla come un incrocio tra un gorilla e una balena, mentre il direttore degli effetti speciali Eiji Tsuburaya propose di presentarlo come una piovra gigante. Traendo ispirazione da Il risveglio del dinosauro, Tanaka infine decise di trasformare Godzilla in una creatura dinosauresca, che lui riteneva "più adatto ai giorni d'oggi".
Sotto la direzione di Tsuburaya, lo scultore Teizo Toshimitsu e l'artista Akira Watanabe scartarono gli abbozzi troppo antropomorfi di Abe, e disegnarono degli schizzi basati sui dinosauri raffigurati in un'edicola di Life. Decisero infine di combinare l'aspetto di un iguanodonte e un tirannosauro, aggiungendo le spine di uno stegosauro per ulteriormente distinguerlo da qualsiasi altro animale estinto o vivente. Da questi disegni, Toshimitsu creò tre sculture in miniatura da presentare a Tsuburaya, Tanaka e il regista Ishirō Honda. La prima era dotata d'una pelle squamosa simile a quella d'un serpente, e enfatizzava i tratti del tirannosauro, avendo una testa grande. La seconda aveva una testa ridotta, gli arti inferiori più muscolosi, e una pelle brufolosa simile a quella d'un rospo. La terza, nominata "Godzilla alligatore", manteneva le proporzioni della seconda, ma al posto della pelle brufolosa presentava una consistenza irregolare simile alle cicatrici cheloide presenti sui superstiti di Hiroshima. Fu infine quest'ultima a essere approvata e usata nel film.

## Accoglienza

### Influenza culturale

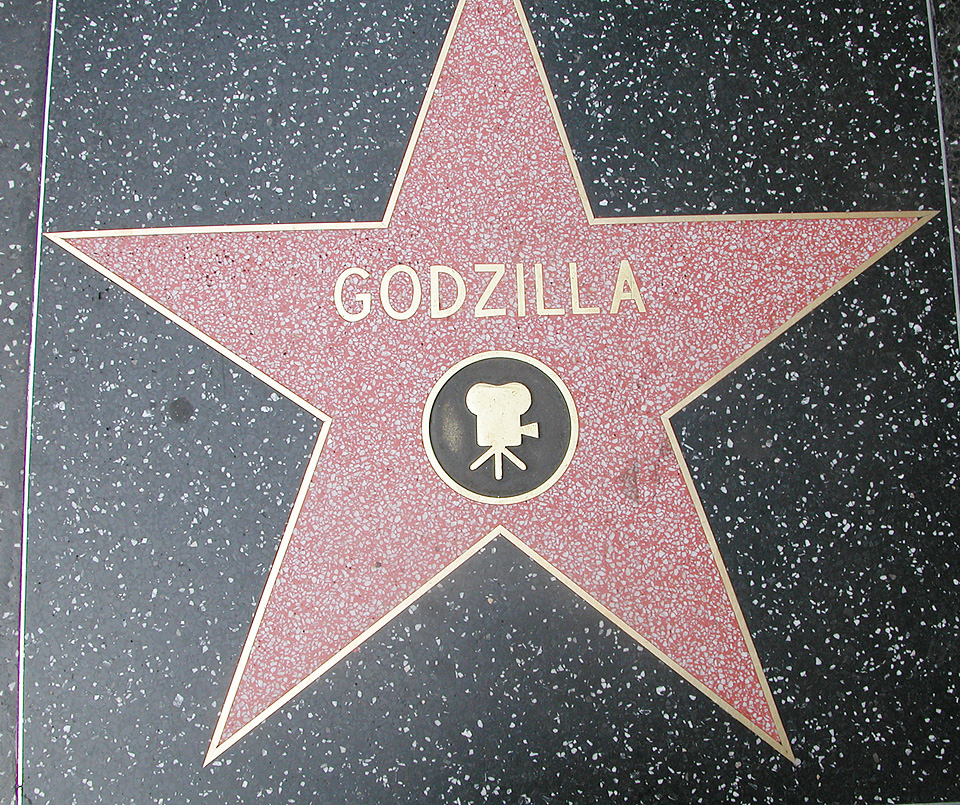
Stella di Godzilla sulla Hollywood Walk of Fame, Los Angeles (California)

Godzilla è uno dei simboli più riconoscibili della cultura popolare giapponese, e rimane un personaggio importante del cinema giapponese, rappresentando la sottocategoria kaijū del genere tokusatsu. I tratti quasi antropomorfi di Godzilla, insieme ai suoi movimenti, lo resero simpatico agli occhi del pubblico giapponese, malgrado la sua natura furiosa. Il pubblico ha risposto positivamente al personaggio, poiché agisce spinto dalla rabbia e da un istinto di auto-conservazione, e perché dimostra le conseguenze dell'abuso della scienza.
Nel 1996 Godzilla ricevette il MTV Lifetime Achievement Award, e nel 2004 gli fu dato una stella sulla Hollywood Walk of Fame per commemorare il suo cinquantesimo anniversario. Il suo impatto sulla cultura popolare risulta in numerose parodie e tributi, come per esempio il corto Bambi Meets Godzilla, considerato uno dei "50 miglior cartoni", vari episodi di Mystery Science Theater 3000 e la canzone Godzilla dei Blue Öyster Cult. Godzilla è stato persino usato nelle pubblicità, come per esempio quella della Nike, dove Godzilla si scontra in una partita di pallacanestro contro Charles Barkley. In Italia, Godzilla fece un'apparizione accanto ad Aldo, Giovanni e Giacomo nel 2008 per una pubblicità di Wind Telecomunicazioni.
La fama di Godzilla influenzò la comunità scientifica nel 1997, con la scoperta del celofiside Gojirasaurus, nominato da Kenneth Carpenter, lui stesso un fan del personaggio. Prima di essere formalmente nominato, al coccodrillo marino giurassico Dakosaurus fu dato il nomignolo "Godzilla". Vari paleontologi hanno scritto trattati parodici sulla biologia di Godzilla; Kenneth Carpenter lo classificò come un ceratosauro in base al suo cranio, quattro dita e gli osteodermi lungo il dorso, mentre Darren Naish ne era più scettico, notando la morfologia anomala del personaggio.
L'ubiquità del personaggio nella cultura popolare ha spesso condotto alla supposizione che Godzilla sia di pubblico dominio, col risultato di processi da parte di Toho per proteggere il loro bene aziendale. Nell'aprile del 2008, la Toho fece causa alla Subway dopo che l'azienda usò un mostro simile a Godzilla in una delle sue pubblicità, dovendo pagare 150.000 dollari in compenso. Lo stesso accadde alla Honda dopo che distribuì una pubblicità per la Honda Odyssey raffigurando un mostro sputafuoco. Fu fatta causa anche alla Sea Shepherd Conservation Society quando battezzò uno dei suoi battelli "Gojira", e fu costretta a rinominarla "Brigitte Bardot" nel 2011. Il gruppo musicale francese Gojira fu costretto a adottare il loro nome quando Toho li costrinse a non usare "Godzilla". Nel maggio del 2015, Toho fece causa allo studio cinematografico Voltage Pictures, dopo che essi distribuirono pubblicità per il film Colossal con Anne Hathaway con immagini di Godzilla.

## Filmografia
Esistono 33 film ufficiali appartenenti alla saga di Godzilla prodotti dalla giapponese Toho, suddivisi in quattro ere: Showa, Heisei, Millennium e Reiwa. A essi si aggiungono il remake americano del 1998 e un film, del 2014, prodotto dalla Legendary Pictures e Warner Bros. A dicembre del 2014, la Toho ha confermato che avrebbe prodotto un nuovo lungometraggio, uscito nel 2016, chiamato Shin Gojira in Giappone, mentre il titolo in lingua inglese e italiana del film, inizialmente annunciato come Godzilla Resurgence, è Shin Godzilla. Nell'agosto del 2016 è stato inoltre annunciato un film animato su Godzilla, Gojira: Kaijū Wakusei (in italiano Godzilla: Il pianeta dei mostri), diretto da Kobun Shizuno e Hiroyuki Seshita, sceneggiato da Gen Urobuchi e prodotto dalla Toho e dalla Polygon Pictures, uscito nel 2017.

### Era Shōwa (1954-1975)
(Ishirō Honda)

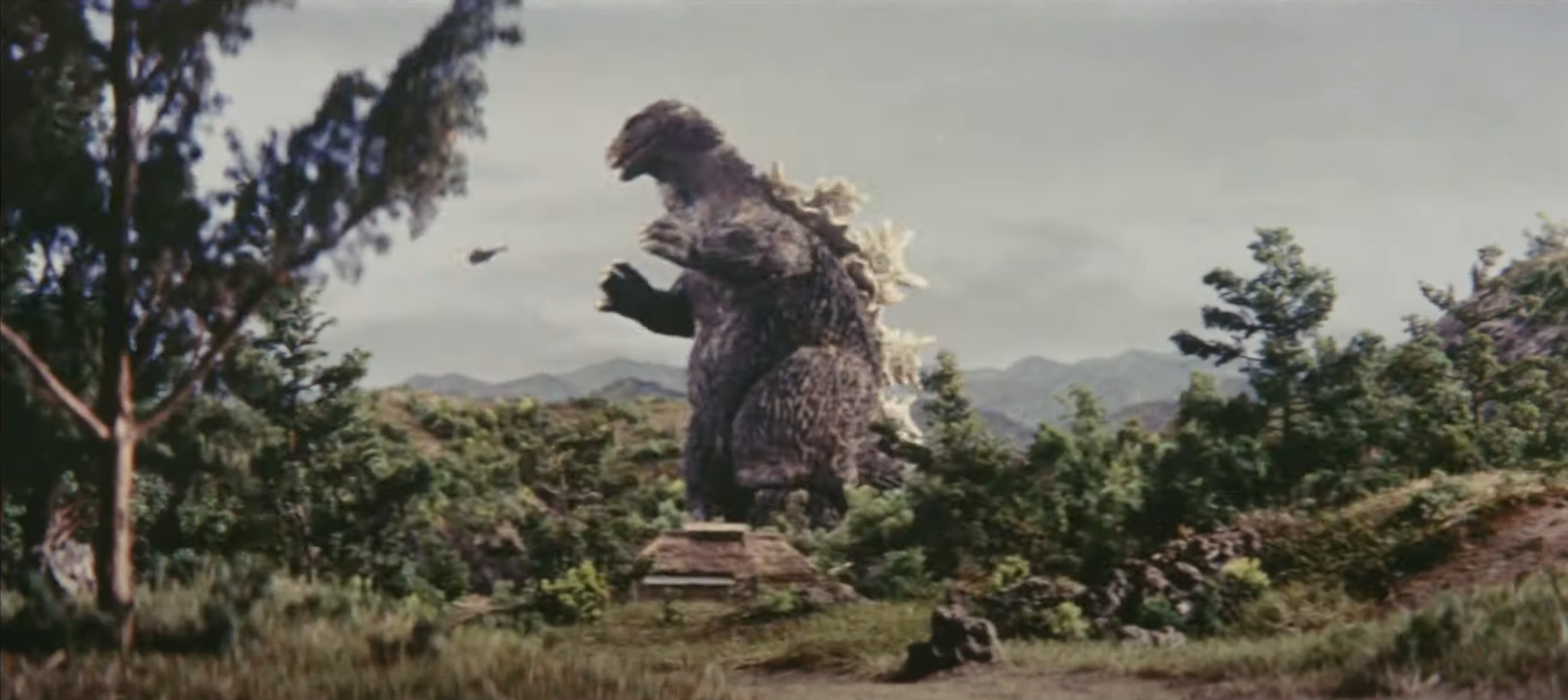
Godzilla raffigurato ne Il trionfo di King Kong (1962)

Dopo l'uscita del primo film, la Toho iniziò a produrre molti film su Godzilla. La prima serie prende il nome di Periodo Shōwa in Giappone, poiché tutti questi film furono prodotti prima della morte dell'imperatore Hirohito nel 1989. Il periodo Shōwa si estende dal 1954 con Godzilla fino al 1975 con Distruggete Kong! La Terra è in pericolo!. Con l'eccezione di Godzilla, Il re dei mostri, Watang! Nel favoloso impero dei mostri e Distruggete Kong! La Terra è in pericolo!, la maggior parte dei film di questo periodo sono relativamente mirati a un pubblico giovanile. Da Ghidorah! Il mostro a tre teste in poi, Godzilla cominciò a trasformarsi in un personaggio eroico, una transizione compiuta con la distribuzione de Il figlio di Godzilla. Ghidorah! Il mostro a tre teste fu anche importante per l'introduzione di King Ghidorah, l'arcinemico ricorrente di Godzilla. I film Il figlio di Godzilla e Gojira Minira Gabara - All kaijū dai shingeki erano mirati specificamente ai bambini, avendo come protagonista il cucciolo Minira. Godzilla contro i robot era notevole per il debutto di Mechagodzilla, un altro arcinemico e doppione robotico di Godzilla. La serie Shōwa s'intrecciava con un numero di film Toho di cui Godzilla non era protagonista. Di conseguenza, la serie introdusse molti personaggi secondari; tre di essi (Mothra, Rodan e Varan) erano apparsi prima nei loro propri film omonimi, mentre gli altri tre (Baragon, Manda e Gorosaurus) erano apparsi come personaggi secondari.
Dal 1954 fino al 1972, Godzilla fu interpretato da Haruo Nakajima. In sua assenza, il personaggio fu interpretato da altri attori come Katsumi Tezuka, Yū Sekida, Ryosaku Takasugi, Seiji Onaka, Shinji Takagi, Isao Zushi e Toru Kawai. Eiji Tsuburaya fu responsabile degli effetti speciali dei primi sei film, per poi essere rimpiazzato nei successivi tre dal suo allievo Sadamasa Arikawa. Gli effetti degli ultimi sei film della serie furono gestiti da Teruyoshi Nakano.
1. Godzilla [Gojira] di Ishirō Honda (1954)
2. Il re dei mostri [Gojira no gyakushū] di Motoyoshi Oda (1955)
3. Il trionfo di King Kong [Kingu Kongu tai Gojira] di Ishirō Honda (1962)
4. Watang! Nel favoloso impero dei mostri [Mosura tai Gojira] di Ishirō Honda (1964)
5. Ghidorah! Il mostro a tre teste [San daikaijū chikyū saidai no kessen] di Ishirō Honda (1964)
6. L'invasione degli astromostri [Kaijū Daisenso] (1965), di Ishirō Honda
7. Il ritorno di Godzilla [Gojira, Ebira, Mosura: Nankai no daiketto] (1966), di Jun Fukuda
8. Il figlio di Godzilla (riedito come Il ritorno di Gorgo) [ Kaijū-tō no kessen - Gojira no musuko ] (1967), di Jun Fukuda
9. Gli eredi di King Kong [Kaijū sōshingeki] (1968), di Ishirō Honda
10. Gojira Minira Gabara - All kaijū dai shingeki [inedito in Italia] (1969), di Ishirō Honda
11. Godzilla - Furia di mostri (rititolato anche Godzilla furia dei mostri) [ Gojira tai Hedora ] (1971), di Yoshimitsu Banno
12. Godzilla contro i giganti [Chikyū no kogeki meirei - Gojira tai Gaigan] (1972), di Jun Fukuda
13. Ai confini della realtà [Gojira tai Megaro] (1973), di Jun Fukuda
14. Godzilla contro i robot [Gojira tai Mekagojira] (1974), di Jun Fukuda
15. Distruggete Kong! La Terra è in pericolo! (rititolato anche Godzilla - distruggete Kong la terra è in pericolo) [ Mekagojira no gyakushu ] (1975), di Ishirō Honda

### Era Heisei (1984-1995)
(Teruyoshi Nakano)

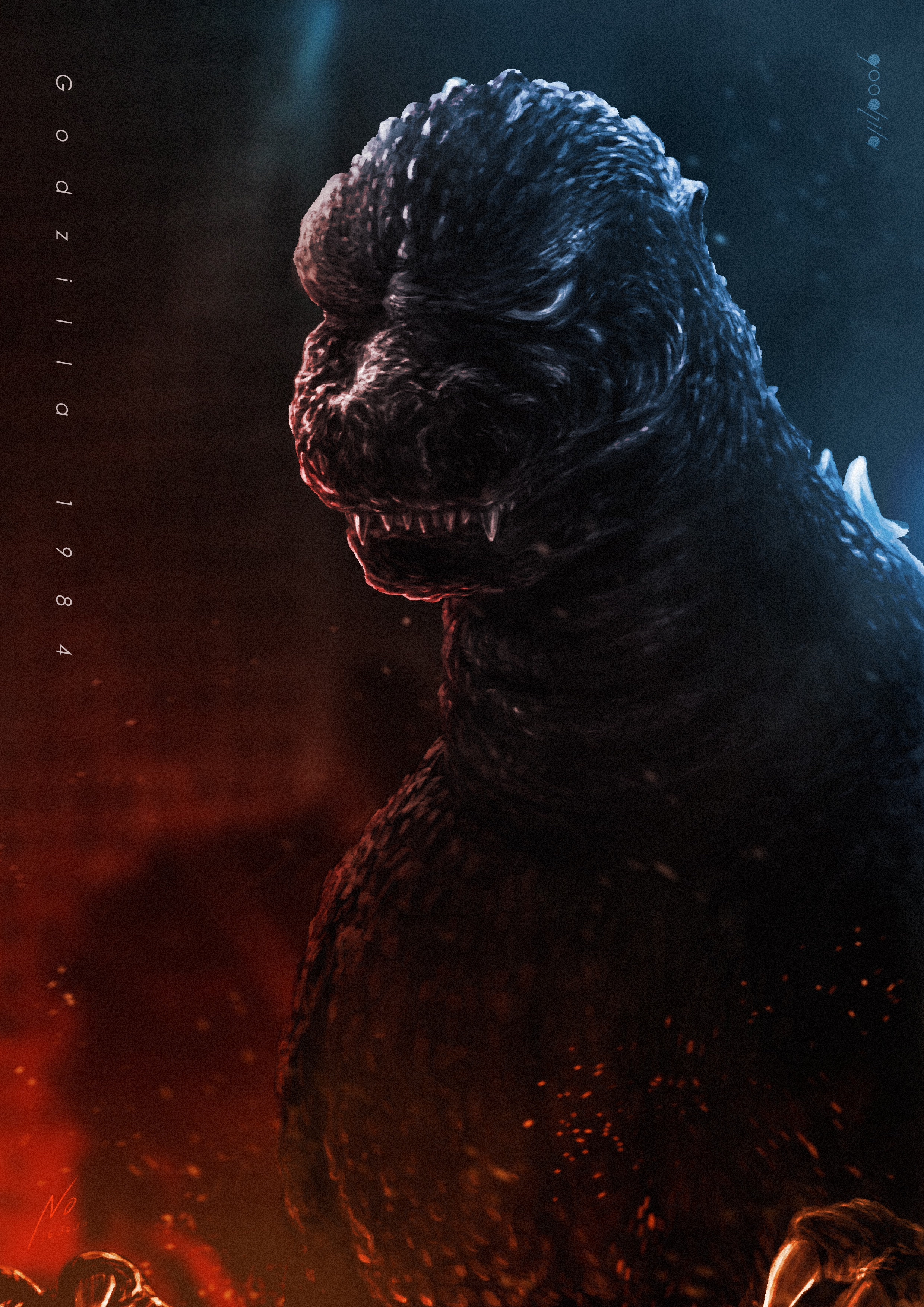
Aspetto di Godzilla del 1984, illustrato da Noger Chen

Dopo il disastro finanziario di Distruggete Kong! La Terra è in pericolo! e un intervallo di nove anni, Toho girò Il ritorno di Godzilla nel 1984, cominciando la cosiddetta serie "Heisei". Il film serve come sequel diretto del film originale del 1954, e ignora gli altri eventi dell'era Shōwa. Pur essendo stato distribuito nel 1984, cinque anni prima della morte di Hirohito e la conclusione del periodo Shōwa, viene in ogni caso considerato l'inizio dell'era Heisei, poiché è il predecessore diretto di Godzilla contro Biollante (1989), che fu distribuito nel primo anno del regno di Akihito.
I film Heisei sono notevoli per la loro stretta continuità, e riportano Godzilla nel ruolo di temibile creatura distruttiva. La natura e la scienza dietro Godzilla sono molto più discussi, mostrando una maggiore concentrazione sugli aspetti morali della genetica (in particolare nel secondo film della serie, Godzilla contro Biollante). Godzilla contro King Ghidorah diede per la prima volta un'origine concreta per Godzilla, raffigurandolo come un "Godzillasauro" mutato dalle scorie atomiche. Il personaggio fu interpretato da Kenpachiro Satsuma, che in precedenza aveva interpretato i mostri Hydrax e Gigan durante l'era Shōwa. Con l'eccezione di Il ritorno di Godzilla, gli effetti speciali furono realizzati da Koichi Kawakita.
1. Il ritorno di Godzilla [Gojira] (1984), di Kōji Hashimoto
2. Godzilla contro Biollante [Gojira tai Biorante] (1989), di Kazuki Ōmori
3. Godzilla contro King Ghidorah [Gojira tai Kingu Gidora] (1991), di Kazuki Ōmori
4. Godzilla contro Mothra [Gojira tai Mosura] (1992), di Takao Okawara
5. Godzilla vs. Mechagodzilla [inedito in lingua italiana] (1993), di Takao Okawara
6. Godzilla vs. Spacegodzilla [inedito in lingua italiana] (1994), di Kensho Yamashita
7. Godzilla vs. Destoroyah [inedito in lingua italiana] (1995), di Takao Okawara

### Era Millennium (1999-2004)
Toho ricominciò la serie per una seconda volta con Gojira ni-sen mireniamu (1999), innescando così la terza serie, nominata "Millennium". L'era Millennium viene trattata come una serie antologica in cui, con l'eccezione di Gojira × Mekagojira e Gojira × Mothra × Mekagojira - Tōkyō SOS, ogni film si svolge nella sua propria continuità, essendo tutti sequel diretti del film originale del 1954.
Dopo la distribuzione di Gojira - Final Wars nel 2004 (il cinquantesimo anniversario di Godzilla), Toho dichiarò che non avrebbe girato un altro film di Godzilla per i successivi dieci anni, e demolì il set usato nelle scene acquatiche di molti film precedenti. Yoshimitsu Banno, il regista di Godzilla - Furia di mostri (1971), acquistò i diritti per fare un cortometraggio IMAX, il cui sviluppo si evolse nel film statunitense del 2014.
Tsutomu Kitagawa interpretò Godzilla per la maggior parte dei film Millennium, tranne in Gojira, Mosura, Kingu Gidora: Daikaijū sōkōgeki, dove il personaggio fu interpretato da Mizuho Yoshida. In contrasto ai film delle ere Shōwa e Heisei, gli effetti speciali dell'era Millennium erano realizzati da molteplici direttori, inclusi Kenji Suzuki (Gojira 2000 Millennium, Gojira × Megaguirus - G shōmetsu sakusen), Makoto Kamiya (Gojira Mothra King Ghidorah - Daikaijū sōkōgeki), Yuichi Kikuchi (Gojira × Mekagojira), e Eiichi Asada (Gojira × Mothra × Mekagojira - Tōkyō SOS, Gojira - Final Wars).
1. Gojira 2000 - Millennium [inedito in lingua italiana] (1999), di Takao Okawara
2. Gojira × Megaguirus - G shōmetsu sakusen [inedito in lingua italiana] (2000), di Masaaki Tezuka
3. Gojira Mosura King Gidora - Daikaijū sōkōgeki [inedito in lingua italiana] (2001), di Shūsuke Kaneko
4. Gojira × Mekagojira [inedito in lingua italiana] (2002), di Masaaki Tezuka
5. Gojira × Mosura × Mekagojira - Tōkyō SOS [inedito in lingua italiana] (2003), di Masaaki Tezuka
6. Gojira - Final Wars [inedito in lingua italiana] (2004), di Ryūhei Kitamura

### Era Reiwa (2016- )

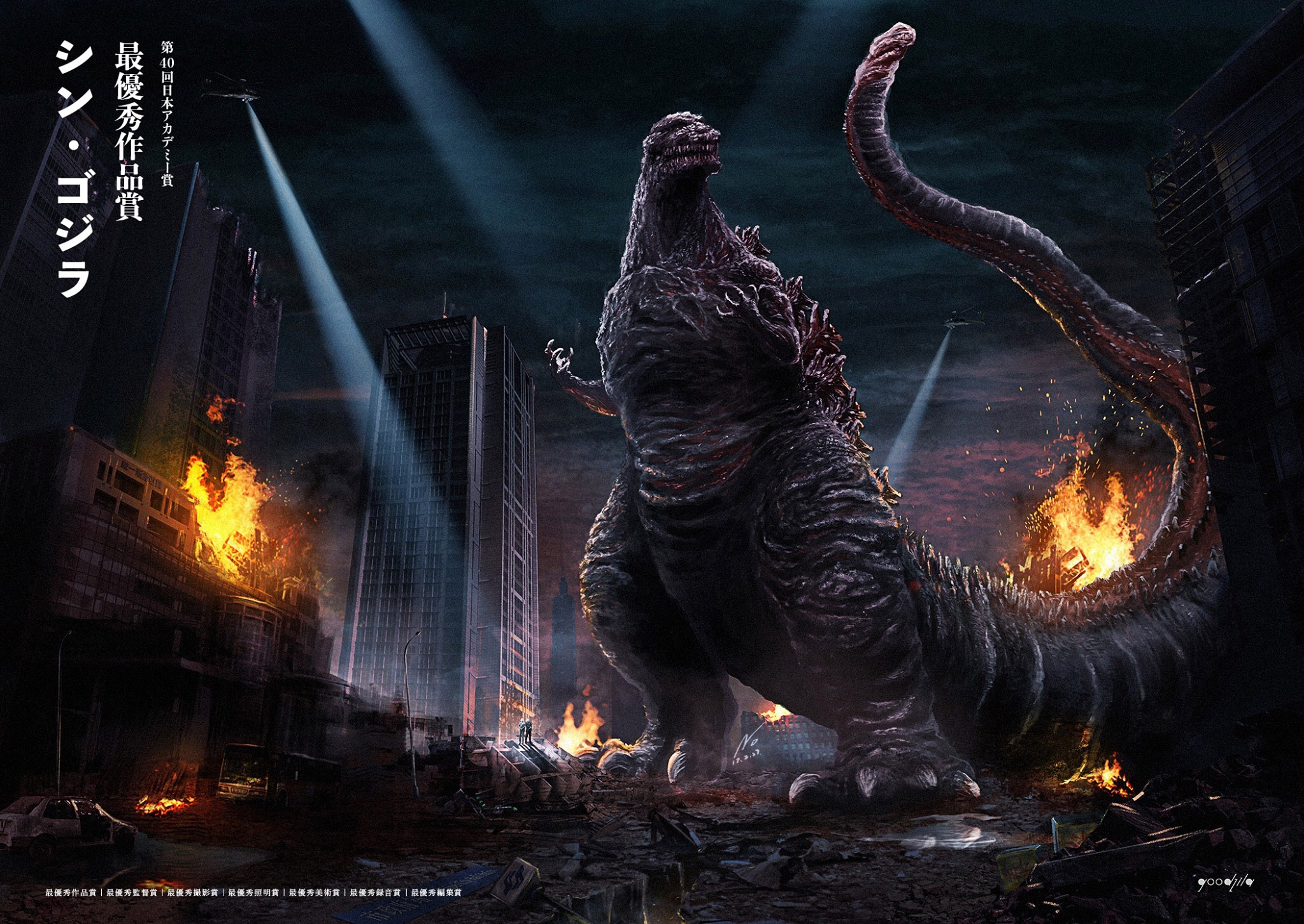
Illustrazione di Godzilla, come raffigurato in Shin Godzilla (2016)

Nel dicembre del 2014, Toho annunciò la produzione di un nuovo film di Godzilla per il 2016. Il film è inteso come un reboot della serie, ed è diretto da Hideaki Anno e Shinji Higuchi, entrambi veterani della serie anime Neon Genesis Evangelion. Le riprese cominciarono a settembre del 2015 e finirono il mese dopo, mentre il novembre seguente iniziò la lavorazione agli effetti speciali. Shin Godzilla è stato distribuito in Giappone il 29 luglio 2016, ed è stato un successo sia di critica che di botteghino.
Nell'agosto del 2016, Toho annunciò che avrebbe prodotto un film animato di Godzilla per il 2017. L'animazione è stata realizzata da Polygon Pictures, e la sceneggiatura scritta da Gen Urobuchi. I registi sono Kobun Shizuno e Hiroyuki Seshita. Il 26 marzo 2017 è stato annunciato che Godzilla - Il pianeta dei mostri sarà il primo film di una trilogia anime, seguito da Godzilla - Minaccia sulla città e Godzilla - Mangiapianeti (entrambi del 2018).
Nell'ottobre 2020, Toho ha annunciato i piani per una serie anime intitolata Godzilla - Punto di singolarità (Godzilla Singular Point), che sarebbe uscire su Netflix in aprile 2021, rivelando le illustrazioni per Godzilla e i personaggi principali. Il progetto è diretto da Atsushi Takahashi e scritto da Toh Enjoe, con la musica di Kan Sawada, i character design di Kazue Kato e le animazioni di Eiji Yamamori. La serie è stata co-prodotta da Bones Inc. e Orange Co. e realizzata a tecnica mista (animazione tradizionale e CGI), e non ha alcuna relazione con la trilogia di film anime di Polygon. L'anime ha debuttato in Giappone il 25 marzo 2021 su Netflix, e il 1 aprile sulle principali reti televisive giapponesi.
Nel novembre 2022, in occasione del Godzilla Day, Toho annuncia un nuovo progetto di Godzilla diretto da Takeshi Yamazaki. Godzilla Minus One un film della serie cinematografica giapponese, uscito nelle sale americane e italiane il primo dicembre 2023, e non è legato ai film precedenti.
1. Shin Godzilla (2016), di Hideaki Anno e Shinji Higuchi
2. Godzilla - Il pianeta dei mostri (2017), di Kobun Shizuno e Hiroyuki Seshita
3. Godzilla - Minaccia sulla città (2018), di Kobun Shizuno e Hiroyuki Seshita
4. Godzilla - Mangiapianeti (2018), di Kobun Shizuno e Hiroyuki Seshita
5. Godzilla Minus One (2023), di Takashi Yamazaki[33]

### I film statunitensi
Nel 1956 Jewell Enterprises Inc. acquistò i diritti per Godzilla e produsse una versione "americanizzata" intitolata Godzilla, King of the Monsters!. Il film scartò la maggior parte dei temi politici dell'originale, e rimpiazzò mezz'ora dei filmati giapponesi con nuove scene girate esclusivamente per la versione statunitense con Raymond Burr nei panni del giornalista Steve Martin, che interagisce con controfigure in modo da sembrare di far parte dell'originale giapponese. Tali "americanizzazioni" furono effettuate anche per Il trionfo di King Kong e Il ritorno di Godzilla.
Nel 1957 il produttore Harry Rybnick tentò di girare un remake hollywoodiano di Il re dei mostri intitolato The Volcano Monsters, ma fu invece doppiato e distribuito nel 1958 col titolo Gigantis, the Fire Monster, poiché AB-PT Pictures andò in bancarotta.
Nel 1965 Toho produsse L'invasione degli astromostri insieme allo studio americano United Productions of America, e fu la prima volta che Toho collaborò con uno studio straniero.
Negli anni 1980, Steve Miner propose a Toho di girare un film americano su Godzilla in 3D con un copione scritto da Fred Dekker intitolato Godzilla, King of the Monsters in 3D, in cui Godzilla avrebbe distrutto San Francisco nel cercare il suo cucciolo. Sebbene avesse suscitato l'interesse di vari studi cinematografici, il progetto fu scartato a causa del budget elevato di cui avrebbe avuto bisogno. Il film avrebbe avuto un'enorme testa robotica di Godzilla scolpita da Rick Baker e una marionetta animata a passo uno.

#### Tristar Pictures
Nell'ottobre del 1992, TriStar Pictures acquistò i diritti da Toho con l'intenzione di produrre una trilogia di film su Godzilla. Il regista Jan de Bont e gli sceneggiatori Terry Rossio e Ted Elliott svilupparono una sceneggiatura in cui Godzilla si sarebbe scontrato con un alieno mutaforme, il Grifone. De Bont abbandonò il progetto dopo disaccordi con lo studio sul budget. L'incarico fu poi passato a Roland Emmerich e Dean Devlin.
Godzilla fu distribuito nel maggio del 1998, e ricevette critiche negative da parte dei recensori e i fan della serie. Il film fu in ogni caso un successo moderato al botteghino, incassando 136 milioni di dollari negli Stati Uniti e 379 milioni nel resto del mondo. I sequel furono scartati, e al loro posto fu girato la serie animata Godzilla: The Series. Tristar mantenne i diritti fino alla loro scadenza nel 2003. Dopo il 2004, Toho cominciò a marchiare l'incarnazione Tristar di Godzilla col nome "Zilla" per le sue future apparizioni.
1. Godzilla (1998), di Roland Emmerich

#### Legendary Pictures: ilMonsterVerse
Nel 2004 il regista Yoshimitsu Banno ebbe il permesso dalla Toho per produrre un cortometraggio IMAX di Godzilla. Il progetto passò poi alla Legendary Pictures dopo anni di inattività. Il film, che sarebbe stato un reboot, fu annunciato nel 2010 come un progetto condiviso con la Warner Bros. Pictures con Gareth Edwards nel ruolo di regista. Le riprese furono completate nel 2013 in Canada e gli Stati Uniti, e il film fu distribuito nel 2014.
Godzilla fu ben accolto sia dai recensori che dai fan, incassando 200 milioni di dollari negli Stati Uniti e 529 milioni nel resto del mondo. Il suo successo incoraggiò Toho a girare un reboot intitolato Shin Godzilla nel 2016. Legendary procedette con i sequel e un media franchise, denominato MonsterVerse, con Kong: Skull Island nel 2017, Godzilla II - King of the Monsters (Godzilla: King of the Monsters) uscito nel 2019 e Godzilla vs. Kong uscito nel 2021. Il quinto capitolo, dal titolo Godzilla e Kong - Il nuovo impero (Godzilla x Kong: The New Empire), è stato annunciato per il 14 aprile 2024.
1. Godzilla (2014), di Gareth Edwards
2. Kong: Skull Island (2017), di Jordan Vogt-Roberts
3. Godzilla II - King of the Monsters (2019), di Michael Dougherty
4. Godzilla vs. Kong (2021), di Adam Wingard
5. Godzilla e Kong - Il nuovo impero (2024), di Adam Wingard

## Altri media
Godzilla è apparso in numerosi videogiochi basati sulla serie, principalmente di genere azione e picchiaduro, come Godzilla e Kaijuu-Oh Godzilla per Game Boy, The Movie Monster Game per Commodore 64 e Apple II, Godzilla: Monster of Monsters e Godzilla 2: War of the Monsters per NES, Godzilla: Battle Legends per TurboDuo, Super Godzilla per Super Nintendo, Godzilla: Kaijū daikessen per Super Famicom, Godzilla: Giant Monster March per Sega Game Gear, Godzilla Generations e Godzilla Generations: Maximum Impact per Dreamcast, Godzilla Trading Battle per PlayStation, una trilogia composta da Godzilla: Destroy All Monsters Melee (GameCube e Xbox), Godzilla: Save the Earth (PlayStation 2 e Xbox), e Godzilla: Unleashed (PlayStation 2, DS e Wii), e Godzilla per PlayStation 3 e PlayStation 4. La rivista Play Generation classificò Godzilla come il protagonista più gigantesco dei videogiochi usciti su PlayStation 2 tenendo conto della sua apparizione in Godzilla: Save the Earth.
Oltre ai vari manga basati sui film della serie, nel corso degli anni sono state pubblicate delle serie a fumetti dalle case editrici Marvel (dal 1977 al 1979, in cui il personaggio si scontra con supereroi come lo S.H.I.E.L.D., i Fantastici Quattro, e i Vendicatori), Dark Horse Comics (dal 1987 al 1999), Trendmasters (1994), e IDW Publishing (ancora in corso dal 2010). Scott Ciencin e Marc Cerasini hanno scritto una serie di libri originali editi da Random House dal 1996 al 1998. Legendary Comics ha anche pubblicato delle novellizzazioni e libri promozionali dei film del MonsterVerse, nonché dei romanzi a fumetti fungenti da prequel alle stesse pellicole.
Il personaggio è apparso in televisione nella serie tokusatsu Zone Fighter (1973), come aiutante del protagonista omonimo, e nella longeva serie televisiva Godzilla Island (1997-1998). Sono stati realizzati anche una serie di quattro OAV in stile chibi intitolati GodzillLand (ゴジランド Gojirando) e due cartoni del sabato mattina di produzione statunitense: Godzilla (1978-1979) prodotta da Hanna-Barbera, e Godzilla: The Series (1998-2000), sequel diretto del film del 1998. Una serie anime intitolata Godzilla - Punto di singolarità (Godzilla Singular Point), co-prodotta da Bones e Orange, è stata distribuita globalmente su Netflix dal 25 marzo 2021, mentre una serie televisiva in live-action intitolata Monarch: Legacy of Monsters, ambientata nel MonsterVerse, è uscita sul servizio di streaming Apple TV+ dal 17 novembre 2023.